# Centrum Wyszkolenia Armii
Centrum Wyszkolenia Armii – ośrodek szkoleniowy Polskich Sił Zbrojnych.

## System Szkolenia w Polskich Siłach Zbrojnych w ZSRR

### Centrum Organizacyjno-Wyszkoleniowe Armii
25 sierpnia 1941 dowódca Polskich Sił Zbrojnych w ZSRR wydał rozkaz ustny utworzenia Centrum Organizacyjno-Wyszkoleniowe Armii pierwszym komendantem został gen. bryg. Wacław Przeździecki, a szefem sztabu mjr dypl. Karol Domaniewski. Miejscem organizacji stał się garnizon Tockoje. Zadaniem Centrum było:
- przyjmowanie żołnierzy w szeregi armii, zwalnianych z miejsc osadzenia,
- formowanie z nich oddziałów i szkolenie,
- organizowanie centrów wyszkolenia, szkół podchorążych i podoficerskich.

Centrum współdzieliło teren obozu z 6 Dywizją Piechoty. 1 września 1941 komendantem został płk dypl. Janusz Gaładyk i tego dnia rozpoczęło działalność.

### Ośrodek Zapasowy Armii
9 września 1941 r. nastąpiła zmiana nazwy na Ośrodek Zapasowy Armii. W ramach OZA poza innymi zadaniami, pozostawiono pion szkoleniowy w postaci Ośrodka Szkolnego pod dowództwem ppłk dr Tadeusza Felsztyna, od 11 września mjr dypl. Karola Domaniewskiego. Zadaniem Ośrodka Szkolnego były sprawy wyszkoleniowe, organizacja i kierownictwo szkół oraz kursów, organizacja centrum doświadczalnego. Olbrzymim problemem stało się zakwaterowanie i warunki kwaterunkowe, a właściwie ich uboga infrastruktura. trudności te pogłębiły nadchodzące chłody i mróz. Celem rozpoczęcia szkolenia wobec napływających dużej ilości ochotników do armii podjęto przygotowania do szkolenia. W tym celu 25 września 1941 podjęto decyzję o utworzeniu w ramach OZA:
- Centrum Wyszkolenia Piechoty z komendantem ppłk Aleksandrem Idzikiem
- Centrum Wyszkolenia Artylerii z komendantem ppłk Janem Kazanowskim
- Centrum Wyszkolenia Sanitarnego z komendantem kpt. dr Janem Gajkiem.

Sztab armii nie zatwierdził organizacji formowanych centrów. Z uwagi na to 29 września 1941 płk dypl. Janusz Gaładyk z Centrum Wyszkolenia Piechoty sformował 19 pułk piechoty, a z żołnierzy Centrum Wyszkolenia Artylerii zorganizował 7 pułk artylerii lekkiej, dla formowanej w OZA 7 Dywizji Piechoty.

### Ośrodek Organizacyjny Armii
Zgodnie z rozkazem dowódcy PSZ w ZSRR L..dz.140 z 20 października rozformowano OZA, w jego miejsce sformowano Ośrodek Organizacyjny Armii, którego głównym celem była organizacja nowych oddziałów dla formowanej 7 DP. Praca szkoleniowa została zdecentralizowana, gdyż każdy sformowany oddział prowadził szkolenie we własnym zakresie. Powstałe Szkoły Podchorążych Rezerwy i Szkoły Podoficerskie miały być sformowane w ramach poszczególnych dywizji i pułków. Szkoły broni i służb miały być formowane przy jednostkach broni i służb. Komendantem OOA został płk dypl. Bronisław Rakowski. Wobec zmiany dyslokacji PSZ w ZSRR na południe do republik środkowoazjatyckich ZSRR oraz formowania dodatkowych związków taktycznych i oddziałów szczebla armii, wyłączono z OOA pod dowództwem płk dypl. Bronisława Rakowskiego 20 pp i inne pododdziały jako zawiązki 8 Dywizji Piechoty, 1 pułku ułanów, 1 pułku saperów, 1 pułku łączności. Nad trzonem OOA dowództwo objął płk dypl. Leon Koc, a skład Ośrodka został przetransportowany koleją do Guzar w Uzbekistanie. Rozkazem Organizacyjnym nr 2 w składzie Ośrodka Organizacyjnego Armii utworzono Szkołę Podchorążych Rezerwy Piechoty, Szkołę Kierowców. Z uwagi na brak pomocy szkoleniowych, trudne warunki bytowe szkolenie postępowało niezwykle wolno.

### Kompania Szkolna Komendy Garnizonu Buzułuk
Rozkazem Komendy Garnizonu w Buzułuku nr 11 z dnia 22 listopada 1941 zorganizowano kompanię szkolną z szeregowych z cenzusem, jako zawiązek szkół podchorążych w Buzułuku w obwodzie orenburskim. Wszystkich przybywających żołnierzy, którzy odpowiadali warunkom przyjęcia do szkoły podchorążych, kierowano do kompanii szkolnej. Warunki zewnętrzne nie pozwalały na rozpoczęcie kursu. 2 grudnia 1941 roku kompanię szkolną przeniesiono do nowego miejsca zakwaterowania w szkole i szpitalu dziecięcym, potem jeszcze do miejscowości Kołtubanka, należącej do garnizonu Tockoje. Dowódcą kompanii był kpt. Jerzy Emir-Hassan w dniu 15 stycznia 1942 kompania szkolna liczyła 4 oficerów i 248 szeregowych. Po przewiezieniu kompanii szkolnej do Uzbekistanu rozkazem dowódcy PSZ w ZSRR z dnia 14 stycznia 1942 L.dz.60/20/IV/Tjn/42 kompania została rozformowana część szeregowych z cenzusem skierowano do Szkoły Podchorążych Rezerwy Artylerii i Szkoły Podchorążych Rezerwy Broni Pancernej, część przekazana do Centrum Wyszkolenia PSZbr. w ZSRR.

### Centrum Wyszkolenia Armii
Na nowe zakwaterowanie została wyznaczona miejscowość Wriewskij w Uzbeckiej SRR (współcześnie Uzbekistan). Od lutego 1942 roku umiejscowiono tu formowane Centrum Wyszkolenia PSZbr. w ZSRR, jego komendantem był płk Nikodem Sulik, a zastępcą płk kaw. Roman Józef Safar. Centrum Wyszkolenia Armii prowadziło szkolenie dla broni, to jest: piechoty, saperów, łączności oraz służb: sanitarnej, intendentury, uzbrojenia, zaopatrzenia i transportu. Poza nim funkcjonowały dwa centra: Centrum Wyszkolenia Artylerii i przy Ośrodku Organizacyjnym Broni Pancernej – Centrum Wyszkolenia Broni Pancernej.
Szkołę Podchorążych ulokowano w obszernym budynku, mieszczącym wygodne pomieszczenia dla uczniów, kancelarie, mieszkanie komendanta Szkoły mieszkania kadry, kuchnię i magazyn żywnościowy. Komendantem szkoły był mjr dypl. Zygmunt Czarnecki, natomiast komendantem Kursu Unitarnego Szkoły Podchorążych kpt. Jerzy Emir-Hassan. Zastępcą komendanta Kursu był por. Aleksander Waroczewski, a dowódcą III plutonu Kursu był Ryszard Silinicz. Intensywne szkolenie obejmowało wykłady i ćwiczenia praktyczne piechoty, terenoznawstwo, ze szczególnym naciskiem na sprawność bojową. Po nauce uczniowie spotykali się na zebraniach (nazywanych kominkami harcerskimi) z bogatym programem artystycznym, w tym chórem rewelersów.
Uroczyste zakończenie I Kursu Unitarnego Szkoły Podchorążych nastąpiło 12 marca 1942 roku z udziałem szefa sztabu Polskich Sił Zbrojnych gen. Zygmunta Bohusza-Szyszko, który przekazał podchorążym i kadrze pozdrowienia i podziękowanie od dowódcy Armii gen. Władysława Andersa oraz przemówił do elewów. Szkołę ukończyło 120 uczniów. I etap ewakuacji Armii Andersa do Iranu rozpoczął się już 24 marca 1942 roku. W trakcie II ewakuacji z ZSRR Polskich Sił Zbrojnych, ewakuowano w składzie CWA 148 oficerów 2209 szeregowych.

### Szkoły Podchorążych Rezerwy poza CWA
Jednocześnie na mocy rozkazu dowódcy PSZbr. w ZSRR L.dz.104/OIII/Tjn/41 z dnia 23 grudnia 1941 rozpoczęto uruchomienie Szkół Podchorążych Rezerwy Piechoty w związkach taktycznych i oddziałach armii. 2 marca 1942 r. w 6 DP i Ośrodku Organizacyjnym Armii, 7 marca 1942 w 5 DP, również w pierwszej dekadzie marca w 7 DP. I ewakuacja objęła tylko Szkołę Podchorążych Rezerwy Piechoty ewakuowaną wraz z OOA, pozostałe pozostały wraz ze swoimi dywizjami. Od 20 marca 1942 w Centrum Wyszkolenia Artylerii w Karasu powstała Szkoła Podchorążych Rezerwy Artylerii ze 251 podchorążymi pod dowództwem mjr Tadeusza Ostrowicza z dowódcami baterii szkolnych kpt. Leopoldem Skarżyńskim, kpt. Marianem Lewandowskim i kpt. Karolem Zielińskim, wszyscy wymienieni oficerowie przybyli do ZSRR z Wielkiej Brytanii w lutym i marcu 1942 roku. 1 lipca 1942 r. z pozostałych w oddziałach armii żołnierzy broni pancernej powstał Ośrodek Szkolny Broni Pancernej, w jego składzie powołano Szkołę Podchorążych Rezerwy Broni Pancernej pod dowództwem kpt. Jerzego Rędziejowskiego z 69 elewami. Ostatecznie wszystkie Szkoły Podchorążych Rezerwy wyjechały na Bliski Wschód w sierpniu i na początku września 1942 roku podczas II ewakuacji wraz ze swoimi jednostkami.

## Centrum Wyszkolenia Armii w składzie Armii Polskiej na Wschodzie
Na podstawie wytycznych w sprawie wyszkolenia i organizacji Dowództwa Armii Polskiej na Wschodzie z dnia 11 grudnia 1942 L.dz.1457/Tj./III/42 rozpoczęto poprzedzone rozkazem z 14 grudnia 1942 L.dz.1012/I/Tj./42 formowanie Centrum Wyszkolenia Armii pod dowództwem ppłk. Wincentego Kurka, a dyrektorem nauk mianowano ppłk. dypl. dr Stanisława Biegańskiego. CWA formowano z połączenia CWA PSZ w ZSRR i Centrum Wyszkolenia Broni i Służb Wojska Polskiego na Środkowym Wschodzie. według przewidywań miało liczyć 140 oficerów i 298 szeregowych. Centrum miało przygotować warunku dla szkolenia jednorazowo 421 oficerów i 1895 szeregowych. CWA podlegało dowódcy 7 Dywizji Piechoty płk. dypl. Leopoldowi Okulickiemu, stacjonowało na terenie obozu Khanaqin. Skład organizacyjny (tymczasowy) centrum zgodnie z rozkazem z dnia 14 grudnia 1942 składał się z:
- Komendy Centrum
- Ośrodka Wyszkolenia Piechoty
- Ośrodka Wyszkolenia Łączności
- Ośrodka Wyszkolenia Technicznego
- Ośrodka Wyszkolenia Przeciwgazowego
- Ośrodka Wyszkolenia Sanitarnego
- Ośrodka Wyszkolenia Gospodarczego.

Tymczasowo z CWA zostały wyłączone:
- Ośrodek Wyszkolenia Artylerii
- Ośrodek Wyszkolenia Broni Pancernej
- Ośrodek Wyszkolenia Saperów[11].

Zostały one zorganizowane osobnymi rozkazami i pozostawały bezpośrednio podporządkowane: Ośrodek Wyszkolenia Artylerii pod dowództwem dowódcy Grupy Artylerii Armii, Ośrodek Wyszkolenia Broni Pancernej pod dowództwo 2 Brygady Czołgów, Ośrodek Wyszkolenia Saperów pod dowództwo Saperów APW.
W 1943 roku Centrum Wyszkolenia Armii włączono w skład Wysuniętej Bazy Armii Polskiej na Wschodzie, 2 Korpusu Polskiego PSZ utworzonej na podstawie wydanych w dniu 25 listopada 1943 przez Naczelnego Wodza, gen. broni Kazimierza Sosnkowskiego Wytycznych organizacyjnych dla Armii Polskiej na Wschodzie.

## Centrum Wyszkolenia Armii w składzie Bazy 2 Korpusu Polskiego we Włoszech
W kwietniu 1944 CWA zostało przetransportowane z Egiptu do Włoch i początkowo zakwaterowane w obozie Bazy 2 Korpusu Polskiego w San Basilio. Następnie 4 października 1944 przeniesione do miejscowości Matera. Od 1 maja 1944 r. CWA zostało podporządkowane dowódcy 7 Zapasowej Dywizji. Od 18 października 1944 r. CWA ponownie wyłączone ze składu 7 Dywizji Piechoty i podporządkowane bezpośrednio dowódcy Bazy 2 KP. W trakcie pobytu we Włoszech prowadziło liczne szkolenia specjalistyczne dla szeregowych i oficerów 2 Korpusu Polskiego i Bazy 2 KP. Komendantowi CWA podlegały też wydzielone ośrodki studiów w Benevento i Capui.
Centrum Wyszkolenia Armii w okresie maj 1944 – maj 1945 dzieliło się na:
- Ośrodek Wyszkolenia Piechoty
- Ośrodek Wyszkolenia Artylerii
- Ośrodek Wyszkolenia Łączności
- Ośrodka Wyszkolenia Służby Warsztatowej
- Ośrodka Wyszkolenia Przeciwgazowego
- Ośrodek Wyszkolenia Służby Zaopatrzenia
- Ośrodek Wyszkolenia Służby Uzbrojenia
- Ośrodka Wyszkolenia Sanitarnego
- Ośrodka Wyszkolenia Gospodarczego

Poza CWA przy brytyjskich ośrodkach szkoleniowych funkcjonowały podległe CWA:
- Polskie Skrzydło Saperskie w Capui (od końca maja 1944)
- Ośrodek Wyszkolenia Broni Pancernej i Motoryzacji w Benevento (od końca czerwca 1944)
- Polskie Skrzydło Wyszkolenia Taktycznego w Benevento (od marca 1944)
- Ośrodka Wyszkolenia Technicznego[15].

### Komenda Centrum Wyszkolenia Armii
Komenda CWA
Komendant
- ppłk/płk Wincenty Kurek (11 XII 1942 – 24 XI 1943)[16]
- płk Józef Giza (24 XI 1943 – 11 IV 1944)[17]
- płk dypl. dr Stanisław Biegański (11 IV – 4 VIII 1944)
- płk dypl. Edmund Zagórski (19 VIII 1944 – 2 XII 1946)[18]

Dyrektor Nauk
- ppłk dypl. dr Stanisław Biegański (11 XII 1942 – 11 IV 1944)
- ppłk dypl. Włodzimierz Srokowski (11 IV – 15 VIII 1944)

Od lipca 1944 nastąpił podział funkcji dyrektora nauk na:
Dyrektor Nauk Broni
- ppłk dypl. Władysław Niewiarowski

Dyrektor Nauk Służb
- ppłk dr Tadeusz Felsztyn (VII – 15 VIII 1944)
- ppłk dypl. Włodzimierz Srokowski (od 15 VIII 1944 -)

Komendant Ośrodka Wyszkolenia Piechoty
- ppłk dypl. Władysław Niewiarowski (do 15 VII 1944)
- ppłk Tytus Jerzy Brzosko

Komendant Ośrodka Wyszkolenia Artylerii
- ppłk Edmund Zimmer

Komendant Ośrodka Wyszkolenia Łączności
- mjr Wacław Walkowski

Komendant Ośrodka Wyszkolenia Przeciwgazowego
- mjr Mikołaj Lalko

Komendant Ośrodka Służby Zaopatrywania i Transportu
- ppłk Stefan Michura

Komendant Ośrodka Służby Uzbrojenia
- ppłk Aleksander Isertingen-Tupaj

Komendant Ośrodka Służby Warsztatowej
- mjr Zygmunt Madeyski

Komendant Ośrodka Wyszkolenia Sanitarnego
- mjr Józef Piechura

Komendant Ośrodka Wyszkolenia Gospodarczego
- ppłk K.K. Rudolf Leroch-Orlot (do VII 1944)
- ppłk int. WSW Stanisław Żelaski (od VII 1944)

Wydzielone ośrodki poza siedzibą CWA:
Komendant Polskiego Skrzydła Taktycznego (mp. Benewent)
- ppłk dypl. Józef Kowalik (do VII 1944)
- ppłk dypl. Kazimierz Kuś (od VII do 7 VIII 1944)
- ppłk dypl. Stefan Izdebski (od 7 VIII 1944)

Komendant Polskiego Skrzydła Saperskiego (mp. Capua)
- ppłk Włodzimierz Kupryk

Komendant Ośrodka Wyszkolenia Motorowego i Broni Pancernej (mp. okolice Benewentu)
- ppłk Stanisław Szostak